# Самсонян, Ани Тачатовна
Ани Тачатовна Самсонян (арм. Անի Տաճատի Սամսոնյան; род. 10 февраля 1990, Ереван) — армянский государственный деятель, депутат Национального собрания Армении VII созыва (2019-2021).

## Биография
Родилась 10 февраля 1990 года в Ереване, Армянская ССР, СССР.
В 2011 году окончила отделение журналистики факультета культуры Армянского государственного педагогического университета. В 2013 году окончила отделение международных отношений Международного научно-образовательного центра Национальной академии наук Республики Армения. По состоянию на 2018 год обучалась в магистратуре отдела правоведения Академии государственного управления Армении.
В 2010—2012 годах работала научным сотрудником в Центре народного творчества имени Оганеса Шарамбеяна. В 2012—2013 годах работала корреспондентом информационной телекомпании Armnews. В 2012—2013 годах вела цикл передач «Информационные войны и агитация» на аналитическом сайте «Diplomat.am». В 2013—2014 годах работала координатором пресс-клуба Armnews.
В 2015 году стала одним из учредителей инициативы «Просвещенная Армения», позднее — пресс-секретарём партии «Просвещённая Армения». В 2017—2019 годах состоятала в постоянной комиссии муниципального совета Еревана по вопросам градостроительства и землепользования: в 2017—2018 годах состояла во фракции «Елк» и являлась заместителем председателя комиссии, в 2018—2019 годах состояла во фракции «Луйс».
9 декабря 2018 года была избрана депутатом Национального собрания Армении VII созыва по общегосударственному избирательному списку от партии «Просвещённая Армения», 14 января 2019 года вступила в свои полномочия. В июле 2021 года полномочия депутатом VII созыва истекли.
Замужем.